# Cerceda (parroquia)
Cerceda (llamada oficialmente San Martiño de Cerceda) es una parroquia y una villa española del municipio de Cerceda, en la provincia de La Coruña, Galicia.

## Otras denominaciones
La parroquia también es conocida por el nombre de San Martín de Cerceda.

## Entidades de población
Entidades de población que forman parte de la parroquia:
- A Baixa
- A Chanceira
- A Cima
- A Gandarouta
- A Igrexa
- A Revolta
- Acebedo (O Acevedo)
- Albarda (A Albarda)
- Alga (Campos de Alga)
- Antemil
- As Paroxas
- Busto
- Cachizo (O Cachizo)
- Campo de la Feria (O Campo da Feira)
- Cancela (A Cancela)
- Candendo (O Candendo)
- Carballal (O Carballal)
- Casanova (A Casanova)
- Cerceda
- Coence
- Cortella (A Cortella)
- Coto (O Coto)
- Esperón (O Esperón)
- Fins
- Fontaíña (A Fontaíña)
- Fracela (A Fracela)
- Galiña (A Galiña)
- Gándara (A Gándara)
- Germar (Xermar)
- Guntín
- Lavandeiras
- Leiranfesta (Leira Enfesta)
- Lugar do Medio (O Lugar do Medio)
- O Alto
- O Cruce
- O Monte
- O Muíño
- Outeiro (O Outeiro)
- Parada
- Pedreira (A Pedreira)
- Penedo (O Penedo)
- Piñeiro (O Piñeiro)
- Pumar (O Pumar)
- Rabadeira (A Rabadeira)
- Rego da Iña (O Rego da Iña)
- Regueira (A Regueira)
- Rivasoutas (Ribasoutas)
- Seoane
- Silvaoscura (Silvaescura)
- Sobre da Fonte
- Trigueira (A Trigueira)
- Vila de la Iglesia (A Vila da Igrexa)
- Vilar
- Vilaprogreso

## Despoblado
Despoblado que forma parte de la parroquia:
- Fracela (A Fracela)

## Demografía

### Parroquia
| Gráfica de evolución demográfica de Cerceda (parroquia) entre 2000 y 2019 |
|                                                                           |
| Datos según el nomenclátor publicado por el INE.                          |

### Villa
| Gráfica de evolución demográfica de Cerceda (villa) entre 2000 y 2019 |
|                                                                       |
| Datos según el nomenclátor publicado por el INE.                      |